# Jekaterina Iljinitschna Maklakowa
Jekaterina Iljinitschna Maklakowa (russisch Екатерина Ильинична Маклакова; englische Schreibweise Ekaterina Maklakova; * 18. März 2004) ist eine russische Tennisspielerin.

## Karriere
Maklakowa begann mit sechs Jahren das Tennisspielen und bevorzugt Hartplätze. Sie spielt bislang vor allem bei Turnieren der ITF Women’s World Tennis Tour, wo sie bisher drei Titel im Einzel und drei im Doppel gewinnen konnte.
2020 konnte sie mit ihrer Partnerin Jelisaweta Gawrilowa den Doppeltitel beim J1 Kasan gewinnen.
2021 startete sie bei den French Open, wo sie im Juniorinneneinzel mit einem 2:6, 6:1 und 6:2 Sieg über Mei Hasegawa in die zweite Runde einziehen konnte, dort aber dann gegen die an Position fünf gesetzte Robin Montgomery mit 2:6 und 3:6 verlor. Im Juniorinnendoppel scheiterte sie mit Partnerin Maria Sholokhova bereits in der ersten Runde an der Paarung Sofia Costoulas und Laura Hietaranta mit 5:7 und 3:6. Im August erreichte sie beim mit 60.000 US-Dollar dotierten ITF World Tennis Tour Maspalomas zusammen mit ihrer Partnerin Noa Liauw a Fong das Viertelfinale. Im Oktober konnte sie ihren ersten ITF-Titel im Doppel gewinnen.

## Turniersiege

### Einzel
| Nr. | Datum             | Turnier   | Kategorie | Belag     | Finalgegnerin        | Ergebnis      |
| --- | ----------------- | --------- | --------- | --------- | -------------------- | ------------- |
| 1.  | 4. September 2022 | Almaty    | ITF W25   | Sand      | Schibek Qulambajewa  | 6:4, 1:6, 6:4 |
| 2.  | 27. April 2025    | Schymkent | ITF W15   | Sand      | Eketerina Perelygina | 6:4, 6:3      |
| 3.  | 10. August 2025   | Astana    | ITF W15   | Hartplatz | Edda Mamedowa        | 6:4, 2:6, 6:4 |

### Doppel
| Nr. | Datum            | Turnier            | Kategorie | Belag             | Partnerin           | Finalgegnerinnen                         | Ergebnis  |
| --- | ---------------- | ------------------ | --------- | ----------------- | ------------------- | ---------------------------------------- | --------- |
| 1.  | 16. Oktober 2021 | Kasan              | ITF W15   | Hartplatz (Halle) | Alexandra Pospelowa | Maria Krupenina Jekaterina Owtscharenko  | 6:1, 6:1  |
| 2.  | 13. August 2022  | Öskemen            | ITF W25   | Hartplatz         | Alexandra Pospelowa | Jekaterina Kasionowa Schibek Qulambajewa | 7:65, 6:1 |
| 3.  | 21. Juni 2025    | Kuršumlijska Banja | ITF W15   | Sand              | Marija Masijanskaja | Stefania Bojica Mariam Karazhaeva        | 6:2, 7:5  |